# Hans Reimann
Hans-Georg Reimann (* 24. srpna 1941, Klaipėda, Litevská SSR, SSSR) je bývalý východoněmecký atlet, stříbrný a bronzový olympijský medailista v chůzi na 20 km.

## Kariéra

### Mistrovství Evropy
V roce 1962 získal stříbrnou medaili na evropském šampionátu v Bělehradu, kde se stal mistrem Evropy Brit Ken Matthews. Na následujícím ME v atletice 1966 v Budapešti byl diskvalifikován. Na Mistrovství Evropy v atletice 1969 v Athénách závod dokončil na 5. místě. Pátý skončil také o dva roky později na evropském šampionátu v Helsinkách.

### Letní olympijské hry
Poprvé reprezentoval na letních olympijských hrách v roce 1964 v Tokiu, kde závod došel na 12. místě v čase 1.34:51. O čtyři roky později na olympiádě v Ciudad de México skončil výkonem 1.36:31 na 7. místě. Na olympijského vítěze Vladimira Golubničije ze Sovětského svazu ztratil v cíli více než dvě a půl minuty. V roce 1972 vybojoval na olympiádě v Mnichově časem 1.27:16 bronzovou medaili. Zlato získal Peter Frenkel, rovněž z NDR. Na následující letní olympiádě 1976 v Montrealu získal stříbrnou medaili, když si výkonem 1.25:14 vytvořil osobní rekord a nestačil jen na Daniela Bautistu z Mexika.